# Fromage d'Óvár
Le fromage d'Óvár est un fromage hongrois à base de lait de vache, spécialité de (Moson-)Magyaróvár. Il s'agit d'un fromage à pâte pressée non cuite de type trappiste (trappista sajt).